# Tempestade tropical Wukong (2006)
A tempestade tropical severa Wukong (designação internacional: 0610; designação do JTWC: 11W) foi um ciclone tropical que afetou o sul do Japão e a Península da Coreia em meados de Agosto de 2006. Sendo o décimo quarto ciclone tropical e o décimo sistema tropical nomeado da temporada de tufões no Pacífico de 2006. Wukong formou-se de uma perturbação tropical a leste das Filipinas e 12 de agosto e seguiu para norte-nordeste atingindo o sul do Japão em 17 de agosto, dissipando-se três dias depois sobre o Mar do Japão.
A tempestade causou relativamente poucos danos, embora tenha causado 2 mortes no Japão e transtornos no país e também na Coreia do Sul.

## História meteorológica

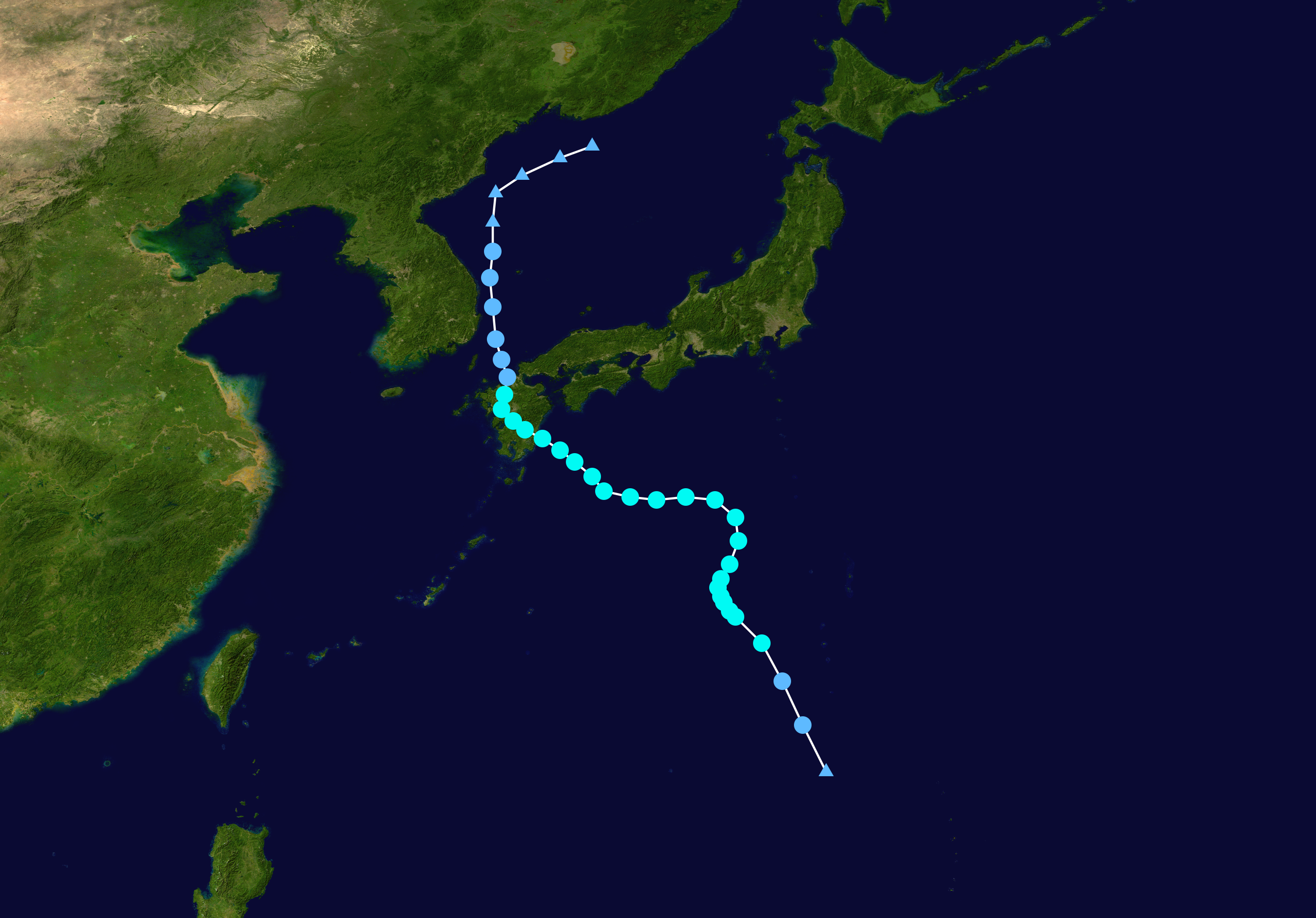
O caminho de Wukong

Wukong formou-se de uma perturbação tropical localizada numa banda de nuvens de monção que circulava em torno de um vórtice sobre o Oceano Pacífico noroeste em meados de Agosto de 2006. Durante a madrugada (UTC) de 12 de Agosto, o Joint Typhoon Warning Center (JTWC) emitiu um alerta de formação de ciclone tropical (AFCT). Neste alerta, o JTWC observou que o sistema apresentava uma circulação ciclônica de baixos níveis em consolidação e condições favoráveis de altos níveis, com bons fluxos externos, causados por um cavado tropical da alta troposfera a nordeste do centro da circulação. O JTWC notou que, naquele momento, havia poucos ventos de cisalhamento. Praticamente ao mesmo tempo, a Agência Meteorológica do Japão (AMJ) observou a formação de uma depressão tropical na região. Movendo-se para noroeste, o sistema fortaleceu-se e o JTWC começou a emitir avisos regulares sobre a recém-formada depressão tropical 11W ao meio-dia (UTC) de 12 de Agosto. Naquele momento, a depressão localizava-se a cerca de 140 km ao sul de Iwo Jima, Okinawa, Japão. No começo da madrugada de 13 de Agosto, o JTWC classificou a depressão numa tempestade tropical. A Agência Meteorológica do Japão (AMJ) também classificou o sistema numa tempestade tropical seis horas depois, atribuindo-lhe o nome Wukong. O nome Wukong foi submetido pela República Popular da China e refere-se a um famoso herói em histórias chinesas.
Ainda em 13 de Agosto, seu rápido movimento para noroeste cessou-se quando uma área de alta pressão formou-se ao seu leste, sobre o Japão. Com isso, Wukong começou a mover-se lenta e erraticamente em 14 de Agosto, atingindo seu pico de intensidade, com ventos máximos sustentados de 95 km/h às 18:00 (UTC) de 14 de Agosto. Naquele momento, Wukong localizava-se a cerca de 1.005 km a sudeste de Sasebo, Japão. Wukong começou a acelerar seu movimento para norte-noroeste em 15 de Agosto assim que o efeito Fujiwara entre Wukong e a tempestade tropical Sonamu começou. A interação entre as duas tempestades fez que Wukong movesse para oeste-sudoeste em 16 de Agosto. Finalmente Wukong absorveu a circulação ciclônica de Sonamu e logo após, começou a seguir novamente para noroeste assim que uma brecha formou-se na área de alta pressão sobre o Japão. Mantendo a intensidade com ventos máximos sustentados de 85 km/h, Wukong fez landfall perto da cidade de Miyazaki, Japão, e cruzou, lentamente, Kyushu em 18 de Agosto. Wukong permaneceu sobre terra pelo menos por 24 horas e emergiu no Mar do Japão em 19 de Agosto. Logo em seguida, o JTWC desclassificou Wukong numa depressão tropical ainda em 18 de Agosto e emitiu seu último aviso no começo da madrugada de 19 de Agosto. A AMJ manteve Wukong como uma tempestade tropical em 19 de Agosto assim que o sistema afetava a costa nordeste da Coreia do Sul e Coreia do Norte. A AMJ finalmente desclassificou Wukong numa depressão tropical ao meio-dia (UTC) de 20 de Agosto. Mesmo assim, a agência japonesa continuou a monitorar o sistema até às 18:00 (UTC) de 21 de Agosto, quando o sistema já estava ao sul de Hokkaido, Japão.
Em análises pós-tempestade, a Agência Meteorológica do Japão classificou Wukong numa tempestade tropical severa.

## Preparativos e impactos
Em 17 de Agosto, a tempestade tropical Wukong trouxe chuvas torrenciais e ventos que passavam de 80 km/h para as áreas em torno de Miyazaki, Japão. As chuvas fortes causaram deslizamentos de terra, que afetaram todo tipo de transporte terrestre na região. Também 65 voos foram cancelados em Kyushu e o serviço de trem foi suspenso. Autoridades locais disseram que um deslizamento de terra encobriu uma rodovia e danificou vários imóveis na cidade de Kijo. Outros sete deslizamentos de terra interromperam outras rodovias na região.
As autoridades governamentais locais disseram que 556 pessoas tiveram que deixar 297 residências nas prefeituras de Miyazaki, Kagoshima, Kumamoto, Oita, Fukuoka, Saga e Nagasaki assim que chuvas torrenciais associadas a Wukong atingiram a região. Na região de Miyazaki, praticamente todas as residências ficaram sem o fornecimento de energia. Um surfista e um pescador morreram e outras três pessoas ficaram feridas em Oita e Nagasaki em acidentes ligadas à tempestade.
Wukong também trouxe chuvas fortes para a Península da Coreia. O serviço de Balsa entre a Coreia do Sul e a ilha Kyushu, Japão também foi suspenso durante a passagem da temporada. No geral, os prejuízos causados pela tempestade foram poucos, embora desconhecidos.